# Considia pulverosula
Considia pulverosula är en insektsart som först beskrevs av Gustav Breddin 1902.  Considia pulverosula ingår i släktet Considia och familjen spottstritar. Inga underarter finns listade i Catalogue of Life.